# Mieczysław Majewski (nauczyciel)
Mieczysław Majewski (ur. 19 maja 1929 w Ustrzykach Dolnych, zm. 2 kwietnia 2019 w Sanoku) – polski inżynier mechanik, nauczyciel.

## Życiorys

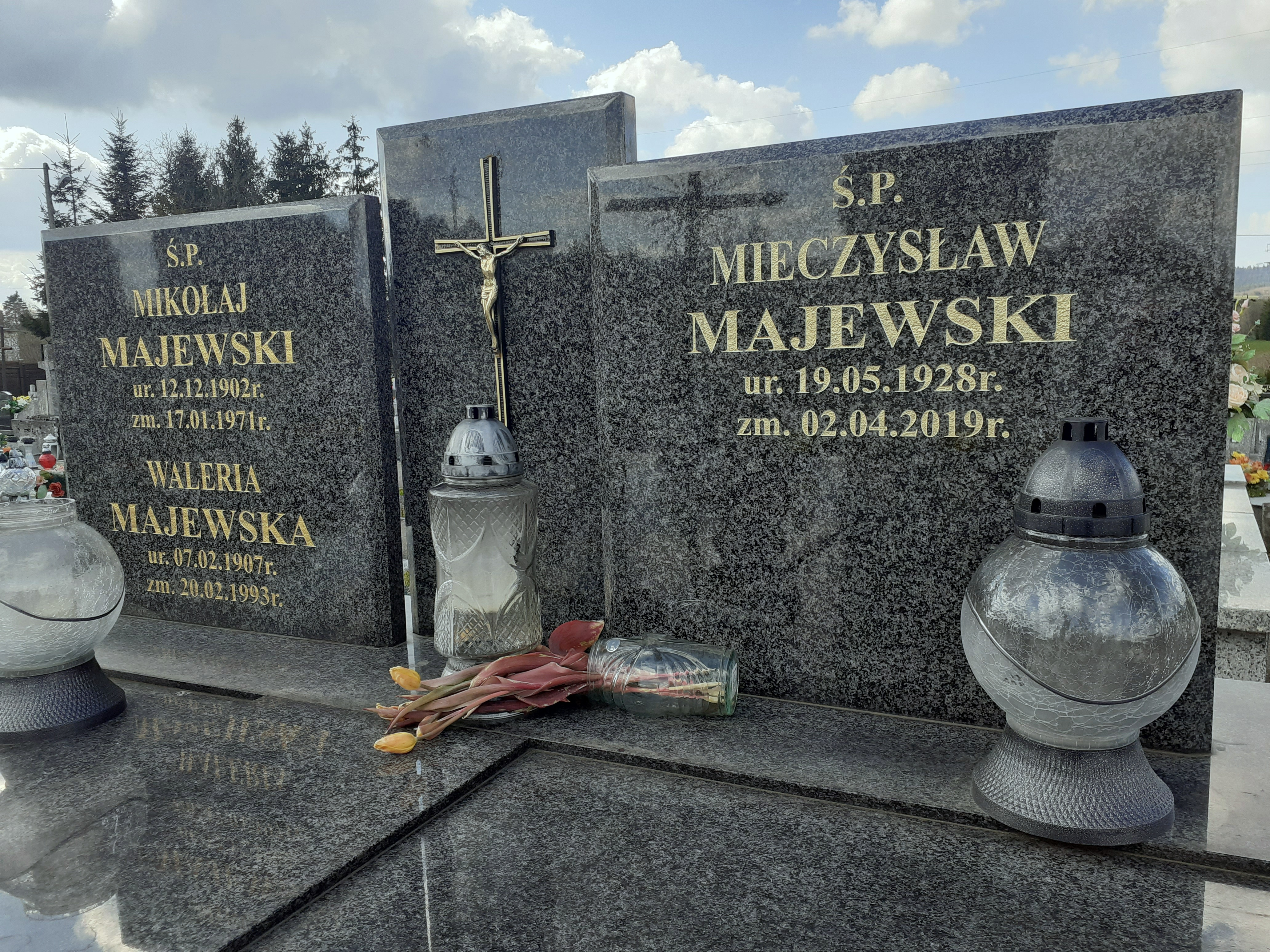
Grobowiec rodzinny Majewskich

Urodził się 19 maja 1929 w Ustrzykach Dolnych. Syn Mikołaja (1902-1971) i Walerii z domu Kluz (1907-1993). W rodzinnych Ustrzykach Dolnych ukończył szkołę podstawową oraz pracował od 1943, jako robotnik w tartaku oraz statystyk w rafinerii. Po zakończeniu II wojny światowej przebywał w Sanoku. Kształcił się w tamtejszych szkołach mechanicznych przy Fabryce Wagonów, gdzie ukończył Gimnazjum Przemysłowe w 1949 w zawodzie ślusarza i Państwowe Liceum Mechaniczne w 1951 z tytułem technika mechanika technologa (w jego klasach był m.in. Stanisław Spyra). W sanockiej fabryce został zatrudniony w 1951 na stanowisku technologa. Od 1952 do 1965 był nauczycielem przedmiotów zawodowych w macierzystej szkole (w tym materiałoznawstwa), od 1959 do 1964 pełnił funkcję zastępcy dyrektora ds. pedagogicznych. Od 1964 ponownie pracował w fabryce. Równolegle kontynuował edukację w latach 60. i 70. kończąc studia wyższe z tytułem magistra inżyniera mechanika. Po wyodrębnieniu nowej placówki oświatowej pełnił funkcję dyrektora Zespołu Szkół Zawodowych SFA dwukrotnie: od 1 kwietnia 1965 do 28 sierpnia 1974 i od 1 września 1980 do 31 sierpnia 1981. 5 grudnia 1970 został wybrany sekretarzem propagandy w Komitecie Zakładowym PZPR w Sanockiej Fabryce Autobusów „Autosan”. Od 1974 do 1981 był głównym specjalistą ds. kształcenia i doskonalenia kadr w SFA „Autosan”. W czerwcu 1981 został wybrany w konkursie na stanowisko zastępcy dyrektora ds. pracowniczych w Autosanie. Stanowisko pełnił do 1990. W latach 80. był przewodniczącym Miejskiej Komisji Wyborczej w Sanoku. W czerwcu 1987 został członkiem zarządu Towarzystwa Rozwoju i Upiększania Miasta Sanoka. W 1990 przeszedł na emeryturę. Zmarł 2 kwietnia 2019, a 6 kwietnia został pochowany w grobowcu rodzinnym na Cmentarzu Posada w Sanoku.

## Odznaczenia
- Krzyż Kawalerski Orderu Odrodzenia Polski (1979)[14]
- Złoty Krzyż Zasługi (1974)
- Srebrny Krzyż Zasługi (1968)
- Medal Komisji Edukacji Narodowej (1976)
- Srebrna Odznaka W Służbie Narodu (1983)[15]
- Złota Odznaka „Za Zasługi dla Rozwoju Przemysłu Motoryzacyjnego” (1981)
- Odznaka „Zasłużony dla Województwa Rzeszowskiego” (1981)
- Odznaka „Zasłużony dla Sanoka” (1982)[16]
- „Jubileuszowy Adres” (1984)[17]